# Етан (Миранд)
Етан (фр. Estampes) насеље је и општина у јужној Француској у региону Миди Пирене, у департману Жерс која припада префектури Миранд.
По подацима из 2011. године у општини је живело 167 становника, а густина насељености је износила 15,43 становника/km². Општина се простире на површини од 10,82 km². Налази се на средњој надморској висини од 259 метара (максималној 339 m, а минималној 203 m).

## Демографија
| 1962. | 1968. | 1975. | 1982. | 1990. | 1999. | 2011. |
| ----- | ----- | ----- | ----- | ----- | ----- | ----- |
| 259   | 274   | 237   | 207   | 189   | 173   | 167   |

График промене броја становника у току последњих година